# Midland (Michigan)
Midland è una città nello stato degli Stati Uniti Michigan nella  Tri-Cities Central Michigan. È il capoluogo della Contea di Midland. La popolazione della città era 41.863 al censimento del 2010. È la città principale della Midland Micropolitan Statistical Area, parte della più grande  Saginaw-Midland-Bay City Combined Statistical Area. Nel 2010, Midland è stato nominato il no. 4 Best Small City per crescere una famiglia nella rivista "Forbes".

## Storia
Verso la fine degli anni venti del XIX secolo, Midland fu istituita come postazione per la pellicceria della American Fur Company sotto la supervisione della postazione di Saginaw. Qui gli agenti acquistavano pellicce dai cacciatori di Ojibwe. La famiglia Campau di Detroit gestiva una postazione commerciale indipendente in questo luogo alla fine degli anni '20.
La Dow Chemical Company fu fondata a Midland nel 1897 e le sue sedi mondiali si trovano ancora lì. Grazie all'influenza di un impianto Dow Chemical aperto a Handa, Aichi, Giappone, Midland e Handa sono diventate città gemellate. La Dow Corning Corporation e la Chemical Bank hanno anche sede a Midland. 
Nel 1969 la città definì unilateralmente una Midland Urban Growth Area (MUGA), che all'epoca era un territorio a due miglia attorno ai confini della città di Midland nel tentativo di controllare l'espansione urbana. La politica centrale era che, essendo l'unico fornitore capace di acqua potabile, la città avrebbe fornito servizi idrici alle comunità esterne al MUGA come il vicino villaggio di Sanford, ma non fornirebbe servizi idrici alla zona all'interno del MUGA senza annessione al città della Midland controllando così la maggior parte della crescita nella contea. Tuttavia, dal 1991 la politica è stata rivista con una serie di accordi di cooperazione urbana con comuni limitrofi che hanno consentito ridisegnazioni caso per caso della linea MUGA per consentire a Midland di vendere acqua alle township circostanti senza annessione.

## Governo
Midland usa la forma di governo del consiglio comunale. Il consiglio è composto da cinque membri eletti dai reparti geografici. I membri del Consiglio hanno una durata di due anni e il consiglio completo viene eletto durante gli anni dispari. Il sindaco e il sindaco pro tem sono scelti dal consiglio eletto da un voto del consiglio, che nomina anche il direttore della città e il procuratore della città, che servono al piacere del consiglio. Federalmente, Midland si trova nel quarto distretto congressuale del Michigan, rappresentato dal repubblicano John Moolenaar.